# Drago-Doktrin
Die Drago-Doktrin ist eine vom argentinischen Außenminister Luis María Drago entwickelte völkerrechtliche Anschauung. Sie entstand in Weiterentwicklung der Monroe-Doktrin des früheren US-amerikanischen Präsidenten James Monroe als Reaktion auf die militärische Eskalation einer Schuldenkrise in Venezuela, der sogenannten Venezuela-Krise von 1902.
Die Drago-Doktrin, die Drago zunächst in einer Note an den amerikanischen Außenminister niederschrieb, verbietet eine bewaffnete Intervention von europäischen Staaten in das Territorium amerikanischer Staaten zur Eintreibung von Staatsschulden. Drago entwickelte damit die von Monroe aufgestellte Regel der Nichteinmischung Europas in Amerika weiter.
Die Doktrin wurde auf der Zweiten Haager Friedenskonferenz 1907 vorgestellt. Sie wurde vom amerikanischen Delegierten, General Horace Porter, aufgegriffen und fand Eingang in das „II. Haager Abkommen betreffend die Beschränkung der Anwendung von Gewalt bei der Eintreibung von Vertragsschulden“, die deshalb auch Drago-Porter-Konvention genannt wird.